# Franco Pizzichillo
Franco Nicolás Pizzichillo Fernández (Paysandú, 3 de enero de 1996) es un futbolista uruguayo que juega como lateral derecho en Montevideo City Torque de la Primera División de Uruguay.

## Trayectoria
En 2014, fue campeón del Torneo Apertura Sub-19 con Defensor Sporting, aportó 5 goles para el equipo.
El 2 de octubre, fue ascendido al primer equipo, junto a Facundo Ospitaleche.
El 27 de julio de 2018, se convirtió en refuerzo de Montevideo City Torque.
El 9 de enero de 2022, se marchó cedido al Santos Laguna.
A principios de 2023, regreso al club uruguayo Montevideo City Torque, donde tiene contrato hasta diciembre de 2023.

## Selección nacional

### Trayectoria
Participó del Sudamericano Sub-17 del 2013 con la selección de Uruguay y finalizó cuarto, logrando la clasificación al mundial. 
Fue convocado para jugar el Mundial Sub-17 del 2013, a pesar de un buen comienzo en la fase de grupos, Uruguay quedó eliminado en cuartos de final, a pesar de tener un gran rendimiento personal.
En el 2014, fue parte del proceso de la selección sub-20 de Uruguay conducida por Fabián Coito.
Debutó con la Celeste el 15 de abril ante Chile en el Domingo Burgueño de Maldonado, ingresó al minuto 86 por Horacio Sequeira y ganaron 3 a 0.
Viajó a Chile para jugar el Torneo Cuatro Naciones, contra las selecciones sub-20 de México, Chile y Colombia en carácter amistoso. Terminaron terceros luego de ganar el primer encuentro pero perder los dos restantes.
El 3 de enero de 2015 fue seleccionado para defender a Uruguay en el Campeonato Sudamericano Sub-20. Disputó 2 partidos, terminaron en tercer lugar y clasificaron al Mundial Sub-20.
Fue parte de una gira por Europa preparatoria para la Copa Mundial. Pero no quedó en la lista definitiva mundialista.

### Detalles de partidos
| Con Uruguay Sub-20 | Con Uruguay Sub-20 | Con Uruguay Sub-20   | Con Uruguay Sub-20       | Con Uruguay Sub-20   | Con Uruguay Sub-20                      | Con Uruguay Sub-20 | Con Uruguay Sub-20 | Con Uruguay Sub-20                                     | Con Uruguay Sub-20 |
| N°                 | Rival              | Resultado            | Fecha                    | Lugar                | Competencia                             | Goles              | Asistencias        | Ref.                                                   |                    |
| ------------------ | ------------------ | -------------------- | ------------------------ | -------------------- | --------------------------------------- | ------------------ | ------------------ | ------------------------------------------------------ | ------------------ |
| 1                  | Chile              | 3:0 (1:0)            | 15 de abril de 2014      | Maldonado · Uruguay  | Amistoso                                | -                  | -                  | 1                                                      |                    |
| 2                  | Chile              | 1:1 (0:1)            | 17 de abril de 2014      | Montevideo · Uruguay | Amistoso                                | -                  | -                  | 2                                                      |                    |
| 3                  | Paraguay           | 1:0 (1:0)            | 20 de mayo de 2014       | Montevideo · Uruguay | Amistoso                                | -                  | -                  | 3                                                      |                    |
| 4                  | Paraguay           | 0:1 (0:1)            | 22 de mayo de 2014       | Montevideo · Uruguay | Amistoso                                | -                  | -                  | 4                                                      |                    |
| 5                  | Paraguay           | 1:1 (1:0)            | 10 de junio de 2014      | Asunción Paraguay    | Amistoso                                | -                  | -                  | 5                                                      |                    |
| 6                  | Paraguay           | 2:1 (1:0)            | 12 de junio de 2014      | Asunción Paraguay    | Amistoso                                | -                  | -                  | 6                                                      |                    |
| 7                  | Perú               | 0:1 (0:1)            | 4 de agosto de 2014      | Lima · Perú          | Amistoso                                | -                  | -                  | 7                                                      |                    |
| 8                  | Perú               | 1:1 (1:1)            | 7 de agosto de 2014      | Lima · Perú          | Amistoso                                | -                  | -                  | 8                                                      |                    |
| 9                  | Perú               | 1:2 (0:0)            | 22 de septiembre de 2014 | Montevideo · Uruguay | Amistoso                                | -                  | -                  | 9                                                      |                    |
| 10                 | Perú               | 1:0 (0:0)            | 24 de septiembre de 2014 | Montevideo · Uruguay | Amistoso                                | -                  | -                  | 10                                                     |                    |
| 11                 | México             | 2:1 (2:0)            | 8 de octubre de 2014     | Santiago · Chile     | Amistoso Torneo Cuatro Naciones         | -                  | -                  | 11                                                     |                    |
| 12                 | Chile              | 0:3 (2:0)            | 10 de octubre de 2014    | Santiago · Chile     | Amistoso Torneo Cuatro Naciones         | -                  | -                  | 12                                                     |                    |
| 13                 | Federación Gaúcha  | 2:1 (1:0)            | 11 de noviembre de 2014  | Maldonado · Uruguay  | Amistoso                                | -                  | -                  | 13                                                     |                    |
| 14                 | Federación Gaúcha  | 1:2 (1:1)            | 13 de noviembre de 2014  | Montevideo · Uruguay | Amistoso                                | -                  | -                  | 14                                                     |                    |
| 15                 | Perú               | 1:3 (0:2)            | 24 de noviembre de 2014  | Asunción Paraguay    | Amistoso Cuadrangular internacional     | -                  | -                  | 15                                                     |                    |
| 16                 | Paraguay           | 1:0 (0:0)            | 26 de noviembre de 2014  | Asunción Paraguay    | Amistoso Cuadrangular internacional     | -                  | -                  | 16                                                     |                    |
| 17                 | Panamá             | 2:0 (2:0)            | 28 de noviembre de 2014  | Asunción Paraguay    | Amistoso Cuadrangular internacional     | -                  | -                  | 17                                                     |                    |
| 18                 | Panamá             | 3:3 (0:2) (5:3 pen.) | 30 de noviembre de 2014  | Asunción Paraguay    | Amistoso Cuadrangular internacional     | -                  | -                  | 18                                                     |                    |
| 19                 | Venezuela          | 0:1 (0:1)            | 23 de enero de 2015      | Maldonado · Uruguay  | Campeonato Sudamericano Fase de grupos  | -                  | -                  | 19                                                     |                    |
| 20                 | Colombia           | 0:0 (0:0)            | 4 de febrero de 2015     | Montevideo · Uruguay | Campeonato Sudamericano Hexagonal final | -                  | -                  | 20                                                     |                    |
| 21                 | Portugal           | 0:3 (0:2)            | 31 de marzo de 2015      | Coímbra Portugal     | Amistoso                                | -                  | -                  | 21 Archivado el 4 de marzo de 2016 en Wayback Machine. |                    |

### Participaciones en juveniles
| Competición              | Sede                   | Resultado        | Partidos | Goles |
| ------------------------ | ---------------------- | ---------------- | -------- | ----- |
| Sudamericano Sub-17 2013 | Argentina              | Cuarto puesto    | 7        | 3     |
| Mundial Sub-17 2013      | Emiratos Árabes Unidos | Cuartos de final | 5        | 1     |
| Sudamericano Sub-20 2015 | Uruguay                | Tercer puesto    | 2        | 0     |

## Estadísticas

### Clubes
Actualizado al último partido disputado el 17 de abril de 2024.
| Club                 | País          | Año             | Part. | Goles | Asist. |
| -------------------- | ------------- | --------------- | ----- | ----- | ------ |
| Defensor             | Uruguay       | 2016 - 2018     | 0     | 0     | 0      |
| Villa Teresa cedido  | Uruguay       | 2017            | 17    | 6     | 0      |
| Cerrito cedido       | Uruguay       | 2018            | 12    | 5     | 0      |
| Torque               | Uruguay       | 2018 - 2022     | 80    | 9     | 15     |
| Santos Laguna cedido | México        | 2022            | 8     | 0     | 0      |
| Torque               | Uruguay       | 2023 - Presente | 44    | 3     | 10     |
| Total carrera        | Total carrera |                 | 161   | 23    | 25     |

### Selecciones
Actualizado al 31 de marzo de 2015.
Último partido citado: Portugal 3 - 0 Uruguay
| Sub-17 · Uruguay | 2011/12       | - | - | - | - | ?  | ? | ?  | ? |
| Sub-17 · Uruguay | 2012/13       | 7 | 3 | - | - | ?  | ? | 7  | 3 |
| Sub-17 · Uruguay | 2013/14       | - | - | 5 | 1 | ?  | ? | 5  | 1 |
| Sub-17 · Uruguay | Total sel.    | 7 | 3 | 5 | 1 | 26 | 1 | 38 | 5 |
| Sub-20 · Uruguay | 2013/14       | - | - | - | - | 6  | 0 | 6  | 0 |
| Sub-20 · Uruguay | 2014/15       | 2 | 0 | - | - | 13 | 0 | 15 | 0 |
| Sub-20 · Uruguay | Total sel.    | 2 | 0 | - | - | 19 | 0 | 21 | 0 |
| Total carrera    | Total carrera | 9 | 3 | 5 | 1 | 45 | 1 | 59 | 5 |
| 1. 2.            |               |   |   |   |   |    |   |    |   |

## Palmarés

### Distinciones individuales
| Distinción                       | Año  |
| -------------------------------- | ---- |
| XI ideal del Sudamericano Sub-17 | 2013 |